# Tatort: Das Leben nach dem Tod
Das Leben nach dem Tod ist ein Fernsehfilm aus der Krimireihe Tatort, der erstmals am 10. November 2019 ausgestrahlt wurde. Er ist die 1108. Folge der Reihe und der zehnte Fall des Berliner Ermittlerteams Rubin und Karow. Der Film, der sich zum Teil mit der Geschichte der DDR auseinandersetzt, wurde einen Tag nach dem 30. Jahrestag des Falls der Berliner Mauer erstmals ausgestrahlt.

## Handlung
Zu Beginn werden drei verschiedene parallele Handlungsstränge entwickelt, die erst gegen Ende zusammengeführt werden.

### 1. Handlungsstrang
Zwei Russisch sprechende junge Frauen überfallen einen alten Mann in seiner Wohnung. Dieser stellt sich nachträglich als Gerd Böhnke, ehemaliger Richter und Verdienter Jurist der Deutschen Demokratischen Republik, heraus. Wenige Tage später sieht Böhnke die beiden Jugendlichen in einem Supermarkt. Er bedroht sie mit einer Pistole und fordert, dass sie vor Gericht gestellt werden. Ein Einsatzkommando der Polizei sperrt das Areal ab. Der Kommissarin Rubin gelingt es, Böhnke zur Aufgabe zu überreden; die beiden Jugendlichen werden in Polizeigewahrsam genommen. Man stellt fest, dass sie einer organisierten Diebesbande angehören.

### 2. Handlungsstrang
Robert Karow bemerkt den Tod seines Nachbarn Friedrich (Fritz) Irrgang erst, als ein Leichenwagen vor dem Hause steht. Der Kommissar hat wochenlang neben einer Leiche gelebt. Während Nina Rubin der These „Entmietung per Mord“ nachgeht und die Vermieterin Olschewski ins Visier nimmt, verfolgt Karow eine Spur in die Vergangenheit des Toten. Schon bei der Besichtigung des Tatorts sind sie sich uneins: Während Rubin davon ausgeht, dass Irrgang ohne Fremdeinwirkung starb, fallen Karow einige Ungereimtheiten auf. So wurde die Wohnungstür mit einem Dichtungsband luftdicht versiegelt und ein Fenster mit einem Keil offengehalten; ganz so, als sollte die Leiche allmählich mumifizieren. Die Untersuchung der Leiche in der Gerichtsmedizin bestätigt Karows Vermutung, wonach Irrgang getötet wurde: Es wird ein Steckschuss im Hinterkopf festgestellt.

### 3. Handlungsstrang
Hajo (Hansjoachim) Holzkamp wurde von der Vermieterin Olschewski mit der Reinigung der durch Verwesungsgeruch und Madenbefall unbewohnbar gewordenen Wohnung beauftragt. Dieser ist jedoch dazu nicht in der Lage; nicht nur weil es ihn ekelt, sondern auch weil er sich an Vergangenes zu erinnern scheint. So ist es seine Frau Liz (Elisabeth), die sich zur Reinigung aufmacht.

### Ende
Es stellt sich heraus, dass es eine Verbindung zwischen Böhnke, Irrgang und Holzkamp gibt. Als Hajo zwölf Jahre alt war, hatte der damals 18-jährige Friedrich Dürr (heute Irrgang) die Eltern und die Schwester Hajo Holzkamps ermordet. Böhnke verurteilte Irrgang damals als Richter wegen dreifachen Mordes zum Tode. Dieses Urteil wurde laut gefälschter Unterlagen 1972 scheinbar vollstreckt. In Wahrheit wurden Todesurteile damals aufgrund eines Mitgliedsantrags der DDR bei der UNO nicht offiziell vollstreckt, es wurden gefälschte Totenscheine ausgestellt und die Leichen anonym eingeäschert. Das Urteil gegen Friedrich Dürr wurde jedoch in eine lebenslängliche Freiheitsstrafe umgewandelt. Nach der Wende wurde Friedrich Dürr von bundesdeutschen Richtern aus der Haft entlassen.
Karow und Rubin erfahren, dass sich Holzkamp und seine Frau Liz in der Psychiatrie, in der sie beide wegen einer Posttraumatischen Belastungsstörung behandelt wurden, kennen lernten. Gegen ärztlichen Rat entließen sie sich jeweils selbst. Hajo leidet offenbar immer noch schwer unter dem Trauma der Ermordung seiner Eltern.
Liz präsentiert Hajo beim Abendessen eine Pistole und gesteht ihrem Mann, dass sie Irrgang erschossen hat. Sie habe es für ihn getan, da er selbst nicht dazu in der Lage gewesen sei. Aus der Situation entwickelt sich ein Streit, in dessen Verlauf Liz mehrfach mit einem langen Küchenmesser auf ihren Mann einsticht. Als Karow und Rubin eintreffen, liegt Hajo schwer verwundet im Hausflur. Liz richtet die Waffe zunächst gegen sich selbst, kann aber von Karow und Rubin überwältigt werden.
Böhnke hatte wenige Wochen vor dem Mord an Friedrich Irrgang das Ehepaar Holzkamp darüber informiert, dass der verurteilte Mörder Friedrich Dürr heute unter dem Namen Friedrich Irrgang in Berlin lebt. Böhnke hat Liz die Pistole, eine Walther P38, besorgt. Da sie es jedoch versäumt hat, die Pistole zu beseitigen, können Karow und Rubin Böhnke anhand der Waffe überführen.

### Entwicklung der Hauptcharaktere
Durch eine Indiskretion erfährt Karow zufällig, dass Rubin die Mordkommission verlassen möchte. Der Anlass für ihren Veränderungswunsch ist offenbar, dass ihr der Tod des Kollegen Harald Stracke nachhängt, den sie in der vorherigen Folge, Der gute Weg, in Notwehr erschossen hat. Sie hat deshalb um die Versetzung in die Abteilung zur Bekämpfung häuslicher Gewalt gebeten. Im Hinblick darauf, dass sie Jüdin ist, ist vonseiten der Behörde aber stattdessen die Idee entstanden, sie in der interkulturellen Präventionsarbeit zu verwenden. Das irritiert sie, da sie im Dienst um ihre Religionszugehörigkeit keinerlei Aufhebens macht und sich selbst vor allem als überzeugte Berlinerin fühlt. Sie sucht das Gespräch mit der Gerichtsmedizinerin Jamila Marques, die ihr berichtet, dass ihr ihre dunkle Hautfarbe beruflich zwar nie wirklich im Wege gestanden hat, aber immer wieder gegen ihren Willen von Kollegen thematisiert wird, sei es nur in Form von Witzen. Als Karow Rubin in seiner gewohnt ruppigen Art auf ihren beruflichen Veränderungswunsch anspricht, wird im weiteren Gesprächsverlauf deutlich, dass er sehr traurig wäre, sie als Partnerin zu verlieren. Sie sei „die beste Polizistin, die ich kenne“. Die beiden umarmen sich daraufhin freundschaftlich.

## Hintergrund
Der Film wurde vom 12. März 2019 bis zum 12. April 2019 gedreht.

## Rezeption

### Kritiken
„Nach all den staubigen Ost-Geschichtsstunden im öffentlichen-rechtlichen Fernsehen, nach dem allzu schlichten Spionagethriller "Wendezeit" in der ARD und dem allzu didaktischen Dreiteiler "Preis der Freiheit" im ZDF findet der "Tatort" einen interessanteren Weg, sich mit dem DDR-Regime zu beschäftigen. Das tut er rigoros aus dem Hier und Jetzt, mit klug ineinander verschränkten Erzählebenen […] und mit Charakteren, die ihre Anliegen erst nach und nach preisgeben.“

Der Film-Dienst bewertete den Film mit vier von fünf möglichen Sternen und als „sehenswert“. Er sei „bemerkenswert jenseits stereotyper (Fernseh-)Krimi-Erwartungen“ angelegt, beeindrucke durch die „zurückhaltende Inszenierung“ und verzahne seine thematische Vielfalt „sorgfältig und klug“ miteinander.

### Einschaltquote
Die Erstausstrahlung von Das Leben nach dem Tod am 10. November 2019 wurde in Deutschland von 8,55 Millionen Zuschauern gesehen und erreichte einen Marktanteil von 24,2 % für Das Erste, gemessen jeweils in der Altersgruppe ab 3 Jahren.